# Jack Frost (österreichische Band)
Jack Frost war eine österreichische Band, die 1993 in Linz gegründet wurde. Der Bandname ist an einen Songtitel von Saint Vitus angelehnt.

## Bandgeschichte
Die Gruppe hat ab 1995 sieben Studioalben veröffentlicht, die ersten drei davon in der Urbesetzung mit Robert Ritter (damals noch Robert Hackl, Gitarre), Manfred Klahre (Gesang, Bass) und Martin Kollroß (Schlagzeug). 1999 stieß Christoph Schmid als Leadgitarrist zur Band, womit sich auch der Sound von Jack Frost stark weiterentwickelte. Die düstere, traurige und resignative Musik der Gruppe wurde in immer eingängigere und prägnantere Songstrukturen übersetzt, ohne die Atmosphäre der Anfangstage zu verlieren.
Mit ihrem kommerziell erfolgreichsten Album Gloom Rock Asylum (2000) gelang es Jack Frost, weltweit eine eingeschworene Anhängerschaft in der Undergroundszene zu gewinnen. Seit diesem Album wird der Musikstil von Jack Frost von ihren Fans als Gloom Rock bezeichnet, was der Unvergleichbarkeit des Sounds der Band Rechnung tragen soll. Die Band feierte mit einem Auftritt am Moscow Doom Festival im Mai 2010 einen großen Erfolg. Sechs Jahre nach Erscheinen des letzten Studioalbums My Own Private Hell begaben sich Jack Frost wieder ins Studio, um an einem neuen Tonträger zu arbeiten. Dieses Album trägt den Titel Mélaina Cholé und ist am 18. Dezember 2015 auf dem bandeigenen Label Gloom Rock Enterprises erschienen.
Im Mai 2023 gab die Band ihre Auflösung bekannt.

## Stil
Jack Frost vermengt Doom Metal, Stoner Rock und  Einflüsse aus dem Dark Wave, wodurch die Band „einen modernen Blick auf traditionellen Doom Metal gemischt mit Gothic Metal und Gothic-Elementen“ verübt. Im Ergebnis präsentiere die Band Musik, die mit jener von Type O Negative vergleichbar sei.

## Diskografie
- Eden (1995)
- Elsewhere (1996)
- Glow Dying Sun (1999)
- Gloom Rock Asylum (2000)
- Self Abusing Uglysex Ungod (2002)
- Wannadie Songs (2005)
- My Own Private Hell (2008)
- Live in Novosibirsk (2008)
- Mélaina Cholé (2015)
- The Fall – EP (2016)
- The Great Dying (2020)